# Jacqueline Lyanga

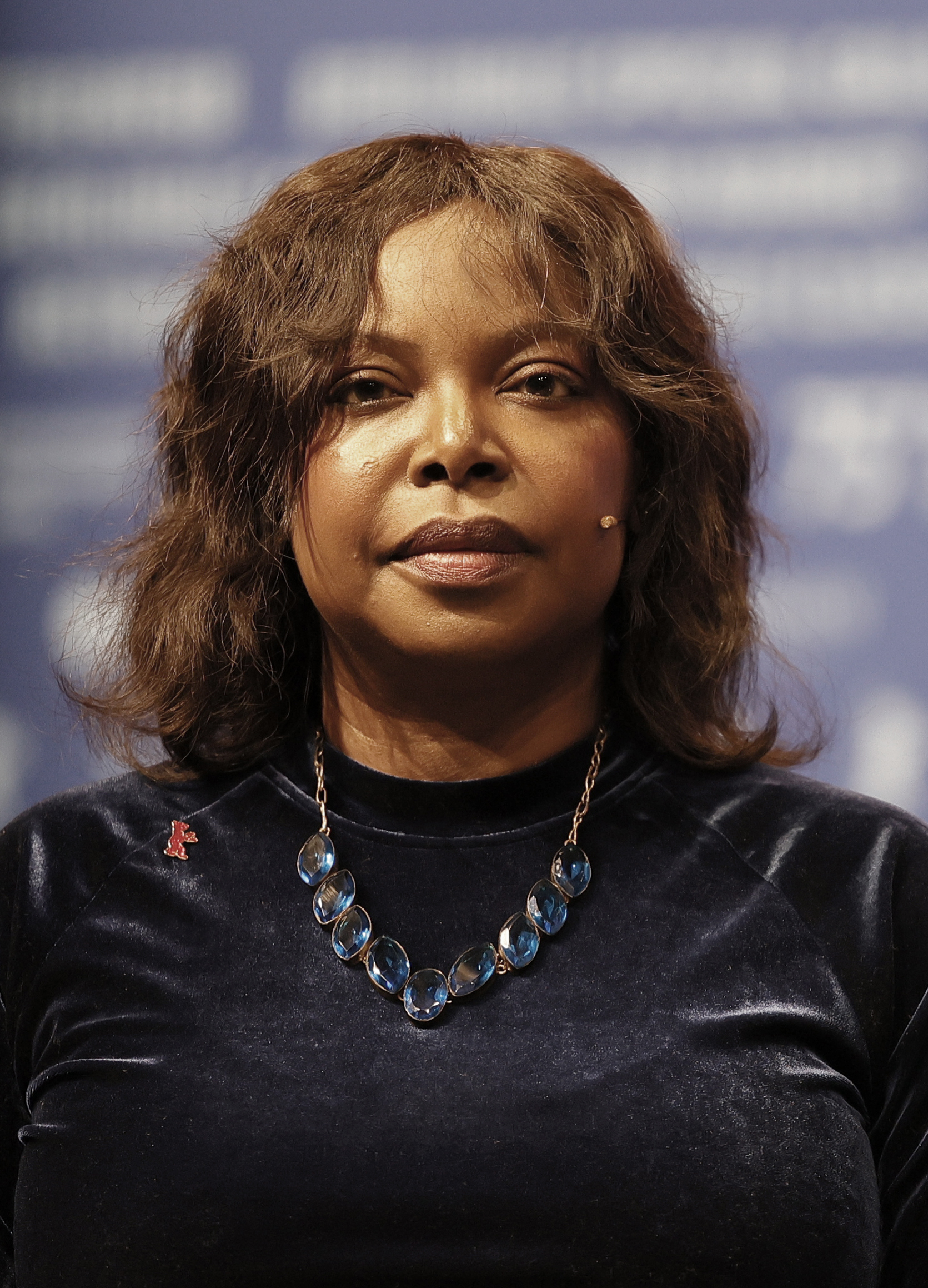
Jacqueline Lyanga (2025)

Jacqueline Lyanga (* 20. Jahrhundert in Daressalam) ist eine Filmkuratorin, die für die 75. Internationalen Filmfestspiele Berlin 2025 zur Co-Direktorin des Filmprogramms berufen wurde. In den Jahren 2024 und 2023 war sie die US-Delegierte der Berlinale.

## Leben und Karriere
Jacqueline Lyanga ist die Tochter von Scholastica Lyanga und John Jacob Lyanga aus Tansania. Mit ihren Eltern lebte sie in England, Toronto, New York und Montreal. Als Jugendliche begann sie sich nach eigenen Aussagen für Filme zu interessieren, als sie nachts Filme von John Cassavates, Woody Allen und Billy Wilder im Fernsehen verfolgte. Nachdem sie die kanadische Holy Names High School in Windsor (Ontario) abgeschlossen hatte, studierte sie Kunstgeschichte und Film an der Universität von Toronto, von der sie 1994 graduierte. Anschließend machte sie zusätzlich einen Master im Drehbuchschreiben am AFI-Konservatorium. 2005 begann sie beim American Film Institute als Programmgestalterin zu arbeiten. 2010 wurde sie Direktorin des AFI FEST, des jährlichen Filmfests des American Film Institutes. Dafür suchte sie weltweit nach Filmen, die sowohl preisverdächtig waren als auch in den Filmverleih aufgenommen werden konnten. Unter ihrer Direktion entwickelte sich das Festival weiter und wuchs in Umfang, Reichweite und Einfluss. Während ihrer achtjährigen Arbeit als Direktorin war das AFI FEST das einzige große amerikanische Filmfestival, das von einer farbigen Frau geleitet wurde.
2019 wurde Jacqueline Lyanga zur Künstlerischen Direktorin der Kunstorganisation Film Independent ernannt. Zu ihren Aufgaben dort gehörte es, die ganzjährige Programmgestaltung für die Reihe Film Independent Presents zu leiten, das „Portal“, ein Schaufenster für virtuelle Realität und immersives Storytelling, zu kuratieren und das ganze Jahr über zusätzliche Programme zu entwickeln.
2020 gründete die Kuratorin die Global Cinematheque in Los Angeles, mit dem Ziel, Filmschaffende und internationales Kino das ganze Jahr hindurch mit Programminitiativen zu unterstützen. Sie sammelte Erfahrungen im Bereich der Gleichstellung und der Diversität, als sie bei Amazon Studios als Leiterin der Abteilung Diversität, Gleichstellung und Inklusion und bei IMDb angestellt war.
Jacqueline Lyanga kann auf eine umfangreiche Erfahrung in der Arbeit auf internationalen Filmfestivals zurückblicken, unter anderem war sie Beraterin beim SXSW Sydney, arbeitete beim Filmfestival in Cannes und dem Forbes Women’s Summit mit. Außerdem war sie Gast und Moderatorin beim Toronto International Film Festival (TIFF). Sie wirkte auch als Mitglied internationaler Filmfestivaljurys in Edinburgh, bei JIO MAMI in Mumbai, in Locarno, beim Outfest, SBIFF (Santa Barbara), SIFF (Seattle), SFFILM (San Francisco), dem Sundance Film Festival, bei SXSW, in Palm Springs und Toronto (TIFF) mit.
Der Women’s Impact Report der Zeitschrift Variety bezeichnete sie 2014 als eine der „bahnbrechenden und innovativen weiblichen Führungspersönlichkeiten der Unterhaltungsindustrie Hollywoods“.

## Auszeichnungen
- 2017: Ernennung zum Chevalier dans l’Ordre des Arts et des Lettres durch die französische Regierung für ihren Verdienst um das französische Kino[8]
- 2020: Verleihung des Ordens Palmes d’or de l’Ordre de la couronne (Goldene Palme des Ordens der Krone) durch das belgische Königreich[9]